# Некасецк

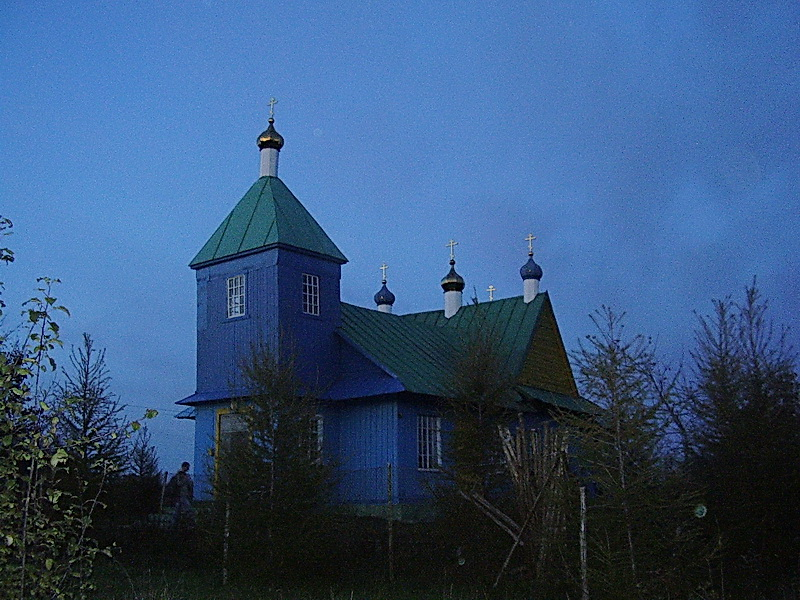
Троицкая церковь

Некасецк (бел. Мікасецк) — деревня в Мядельском районе Минской области Беларуси. В составе Слободского сельсовета. Население 18 человек (2009).

## География
Некасецк находится в 5 км к северо-востоку от центра Мяделя и в 25 км к северо-востоку от Вилейки. Местность принадлежит бассейну Немана, через деревню протекает ручей, впадающий в озеро Баторино. Через Некасецк проходит автодорога Р86 (Мядель — Докшицы).

## История
В 1868 году — застенок Мядельской волости Вилейского уезда Виленской губернии. Насчитывал 14 жителей и состоял из 2 дворов. В Некасецке располагалось Мядельское волостное правление.
В 1876 году Некасецк входил в состав православного прихода Свято-Троицкой церкви в Старом Мяделе.

В книге Федора Покровского "Археологическая карта Виленской губернии" (1893) про Некасецк рассказывается следующее:
"На пашне застенка Некасецк найден был крестьянином Г. Чернявским медный топорик".
В 1898 году была открыта школа грамоты.
В 1904 году в застенке было 69 жителей. Андрей Адамович Чернявский из Некасецка принимал участие в русско-японской войне.

### Первая мировая война
В годы Первой мировой войны в Некасецке располагались тыловые части русской армии. В Некасецк прибывали на отдых и пополнение части с линии фронта в районе деревень Пасынки и Скары. На возвышенности за деревней была могила русского солдата, расстрелянного по приговору военно-полевого суда. Он вернулся из дома с покалеченной рукой и командование части посчитало, что солдат умышленно причинил себе вред. Долгое время на сосне, что росла над могилой, был виден вырезанный крест.
От неосторожного обращения с огнем русских солдат, сгорел дом крестьянина Сидора Ивановича Чернявского. Потерпевшему воинская часть выплатила компенсацию за урон и предложила переселиться на другое место жительства. Сидор Чернявский вместе с женой Альжбетой и пятью сыновьями (Виктором, Юстином, Петром, Николаем, Александром) и семью дочерьми (среди которых были Ксения, Нина, Евгения и Анна) выехала в Донбасс.

### Революционные события
В 1917 году после Октябрьской революции в Петрограде, местные жители пошли на митинг в Мядель. Впереди колонны они несли красное знамя, сделанное из рубашки М. Чернявского.
После отступления русской армии, оставив большие запасы продуктов в подземных складах в Некасецке и в бору в соседних Новосёлках. Вслед за тем, в Некасецк пришли кайзеровские солдаты, которые занялись грабежом. У местного владельца корчмы Бантина, который вышел немцев поприветствовать, кавалерист отобрал сигареты с портсигаром и золотые часы с цепочкой. 
Вместе с тем, крестьянин Филипп Захаревич дал отпор немецким грабителям и выиграл кулачный бой у одного солдата.
В 1918 году, после отступления немецких войск, в Некасецке находился Мядельский волостной ревком.

### В составе Польши
В 1919 — 1921 гг. Некасецк находился в составе Срединной Литвы.
Позднее находился в составе Мядельской гмины Дуниловичского повета Виленского воеводства.
С 1925 года — в составе Поставского повета Виленского воеводства. Застенок насчитывал 95 жителей и 18 дворов, работала ветряная мельница.

### В составе БССР
В сентябре 1939 года деревня была освобождена силами Белорусского фронта.
С 12.10.1940 г. — деревня стала центром Некасецкого сельсовета Мядельского района Вилейской области.
С 20.09.1944 г. — в составе Молодечненской области.
В 1948 году в деревне создан колхоз имени Будённого.
С 16.07.1954 г. — в составе Мядельского сельсовета.
С 15.11.1957 г. — в составе Дягильского сельсовета.
С 20.01.1960 г. — в составе Минской области., население - 61 человек.
С 1961 года — деревня в колхозе имени Суворова (центр д. Дягили).
С 30.06.1992 г. — вспомогательное хозяйство "Дягили" Минского моторного завода.
По состоянию на 01.01.1997 г. — 29 жителей, 18 хозяйств.

## Достопримечательности
- Свято-Троицкая церковь. Построена в 1926 году. Памятник деревянного зодчества.
- Городище. В 1937 году открыли городище в Некасецке польские археологи Г. Цегак-Голубович и В. Голубович[4]. В 1953 году исследовал городище археолог Алексей Митрофанов. Городище культуры штрихованной керамики, банцеровской культуры и эпохи Киевской Руси. Датируется 1-4, 6-8 и 10-11 столетиями. Расположено в 1,5 км на запад от деревни, на мысе с крутыми склонами высотой 7-9 метров от подошвы. Площадка овальная размером 47×39 м, южный склон размытый, проступают на краях следы культурного пласта. Археологические раскопки выявили три культурные горизонта: в нижнем обнаружены обломки штрихованных ребристых горшков и проколка; в среднем - фрагменты гладкостенных слабопрофилированных и тюльпановидных горшков; в верхнем - гончарная керамика[5].
- Селище. В 1953 году открыл селище археолог Алексей Митрофанов. В 1965 году исследовал 65 м². Культурный пласт 0,5 - 0, 7 м. Расположено вдоль городища на протяжении 50-70 м. Площадь 1,3 га. Селище банцеровской культуры и эпохи Киевской Руси. Датируется 6-8 и 9-11 столетиями. Выявлены остатки жилища-полуземлянки  размером 3,4×3,85 м, печи-каменки, обломки слабопрофилированных и тюльпановидных горшков, бронзовый перстень, шпилька в виде посоха, лейка с остатками свинца, глиняные пряслицы, тигли. Выше по скату обнаружены остатки гончарной керамики, железный гарпун, бронзолетка.